# Église Saint-Denis de Cambremer
Pour les articles homonymes, voir Église Saint-Denis.
L'église Saint-Denis est une église catholique située à Cambremer, en France. Datant du XIe siècle, elle est classée au titre des  monuments historiques.

## Localisation
L'église est située dans le département français du Calvados, dans le bourg de Cambremer.

## Historique
L'église date de la fin du XIIe siècle. La dédicace est célébrée en 1188 par l'évêque de Bayeux Henri II. Seule la tour carrée romane en pierres calcaires subsiste de cette époque. Chaque façade de cette tour comporte un premier niveau sans ornement que surmonte un deuxième niveau doté de trois arcatures aveugles plein cintre. Le troisième niveau est percé de deux baies jumelées plein cintre et couronné d'une corniche à modillons. La toiture pyramidale est surmontée d'une flèche octogonale à encorbellement.
Le reste de l'édifice a été très remanié au fil du temps. Une chapelle en bras nord du transept a été détruite au début du XIXe siècle et l'ensemble a été à nouveau remanié et restauré en 1947.
Le clocher est classé au titre des monuments historiques depuis le 23 avril 1921.

## Architecture

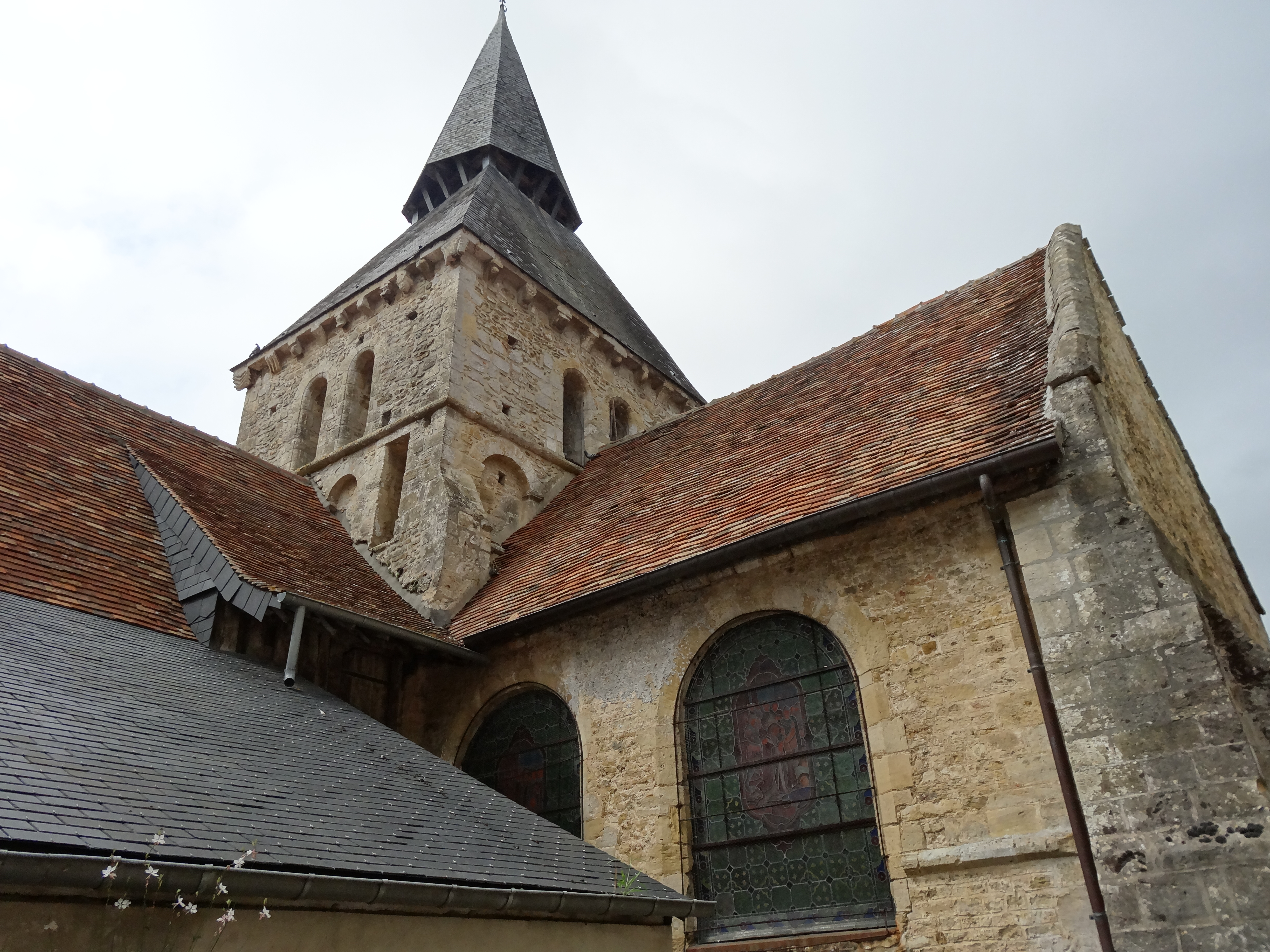
Le clocher.

## Mobilier

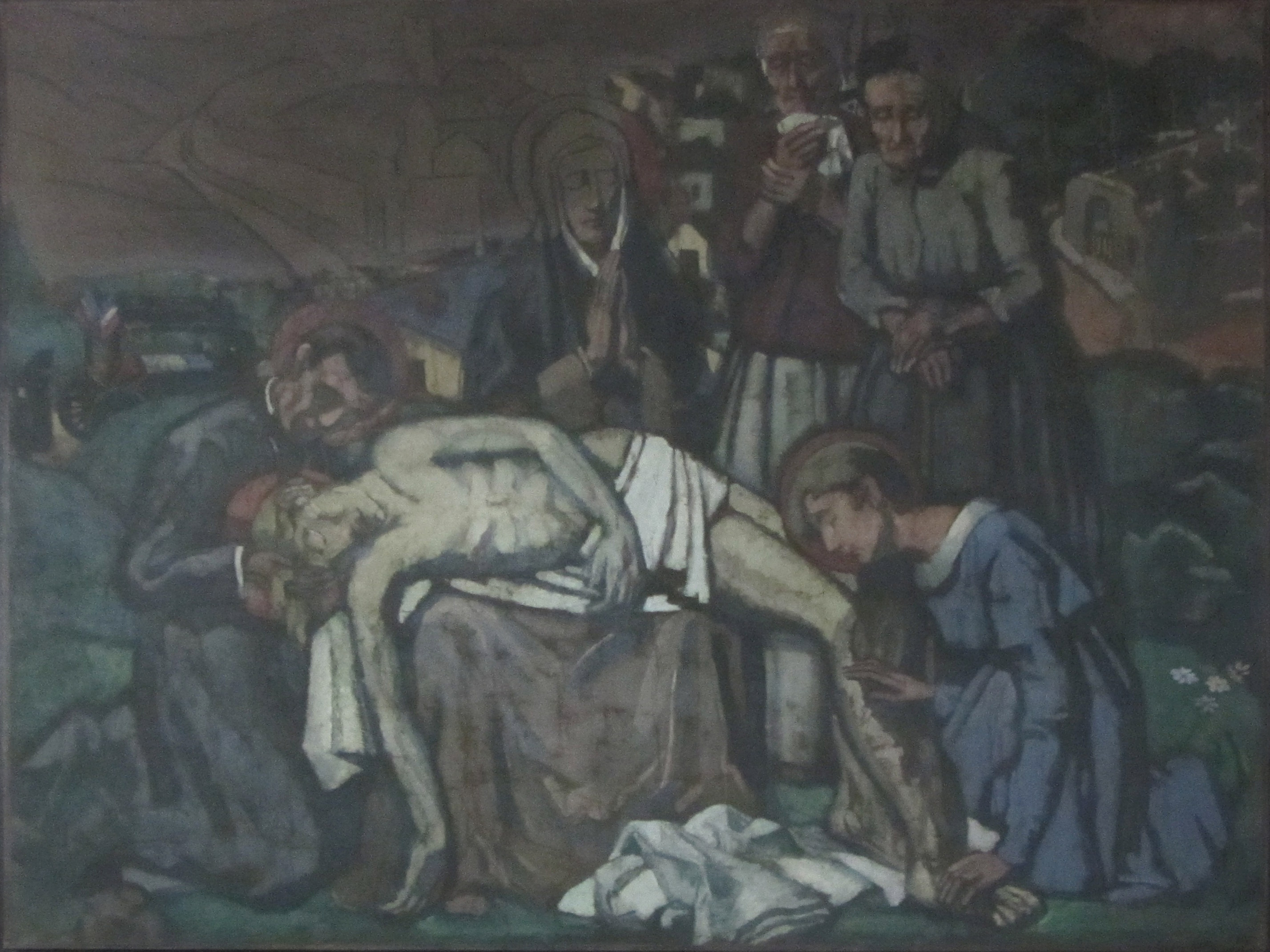
Pietà, tableau de Jean Hébert-Stevens exposé dans l'édifice.